# Philipp August Gebhard
Philipp August Gebhard (* 17. Februar 1805 in Ober-Ingelheim; † 3. April 1874 ebenda) war ein hessischer Weinhändler, Apotheker und Politiker (Deutsche Fortschrittspartei, NLP) und Abgeordneter der 2. Kammer der Landstände des Großherzogtums Hessen.
Philipp August Gebhard war der Sohn des Notars und Regierungskommissars im Kanton Göllheim Johann Jakob Gebhard (1776–1851) und dessen Ehefrau Johanna Elisabeth, geborene Odernheim (1778–1825). Gebhard, der evangelischen Glaubens war, war Essigfabrikant, Weinhändler, Apotheker und Ziegeleibesitzer in Ober-Ingelheim und heiratete dort am 3. April 1832 Anna Maria Elisabeth (genannt Lisette) geborene Paniel.
Von 1849 bis 1850 und erneut 1872 bis 1874 gehörte er der Zweiten Kammer der Landstände an. Er wurde für den Wahlbezirk Rheinhessen 2/Ober-Ingelheim-Gau-Algesheim gewählt.